# Кутно
Ку̀тно (на полски: Kutno) е град в Централна Полша, Лодзко войводство. Административен център е на Кутненски окръг, както и на селската Кутненска община, без да е част от нея. Самият град е обособен в самостоятелна община с площ 33,59 км2.

## География
Градът се намира на границата между историческите области Великополша, Мазовия и Куявия. Разположен е на 58 километра северно от Лодз, на 44 километра югозападно от Плоцк, на 61 километра югоизточно от Влоцлавек и на 81 километра източно от Конин.

## История
Селището получава градски права през 1432 година. В периода 1975 – 1998 г. е част от Плоцкото войводство.

## Население
Населението на града възлиза на 44 513 души (2017 г.). Гъстотата е 1325 души/км2.

## Личности

### Родени в града
- Шалом Аш – еврейски писател
- Анджей Рачко – полски политик, бивш финансов министър
- Адам Стружик – полски политик, бивш маршалек на сената
- Якуб Вавжиняк – полски футболист

## Градове партньори
- Грима, Германия
- Бат Ям, Израел
- Лович, Полша